# 东突厥斯坦革命党
东突厥斯坦革命党（維吾爾語：شەرقىي تۈركىستان ئىنقىلاۋى پارتىيىسى‎），在一些历史文献中被称为三区人民革命党，简称人民革命党，是中国新疆历史上的一个共产主义政党。

## 历史
1945年11月，以阿不都克里木·阿巴索夫为首的三区革命中的激进派成立了东突厥斯坦革命青年团。 1946年5月5日，在东突厥斯坦革命青年团的基础上，于伊宁秘密成立了东突厥斯坦人民革命党，选举产生了以阿巴索夫为主席的7人中央委员会。出于保密和方便工作的考虑，人民革命党给每位中央委员取了化名，恰巧这7位中央委员的化名的维吾尔语首字母连写起来，音为“列宁奇”，在维吾尔语中有“列宁主义者”之意。阿巴索夫在会上宣读了由他主持起草的、以全联盟共产党（布尔什维克）和中国共产党的章程和纲领为蓝本的人民革命党章程和纲领，其主要内容为：人民革命党的指导思想是马克思列宁主义，任务是依靠、发动三区人民和全疆人民，采取适合当时环境的恰当方式为夺取新疆民族民主革命的胜利而斗争；待条件成熟，即在全疆进行社会主义革命，以求最终实现共产主义。
人民革命党成立后，在伊犁、塔城、阿山（今阿勒泰）三个专区秘密建立了专区、县两级委员会。1947年2月3日，该党的领导人与新疆汉族共产主义组织新疆共产主义者同盟的领导人在迪化举行联席会议，决定将两党合并为民主革命党。1948年2月，人民革命党正式解散，但该党成员仍以党的名义继续开展了一段时间的秘密活动。

## 后续
在中苏交恶后的1968年2月，苏联支持新疆的维吾尔族共产党员重新以“东突厥斯坦人民革命党”（ETTP）的名义成立分裂主义革命组织，并被中国方面称为是新疆“解放以来最大的反革命组织”。